# Herbert Lackner (Journalist)

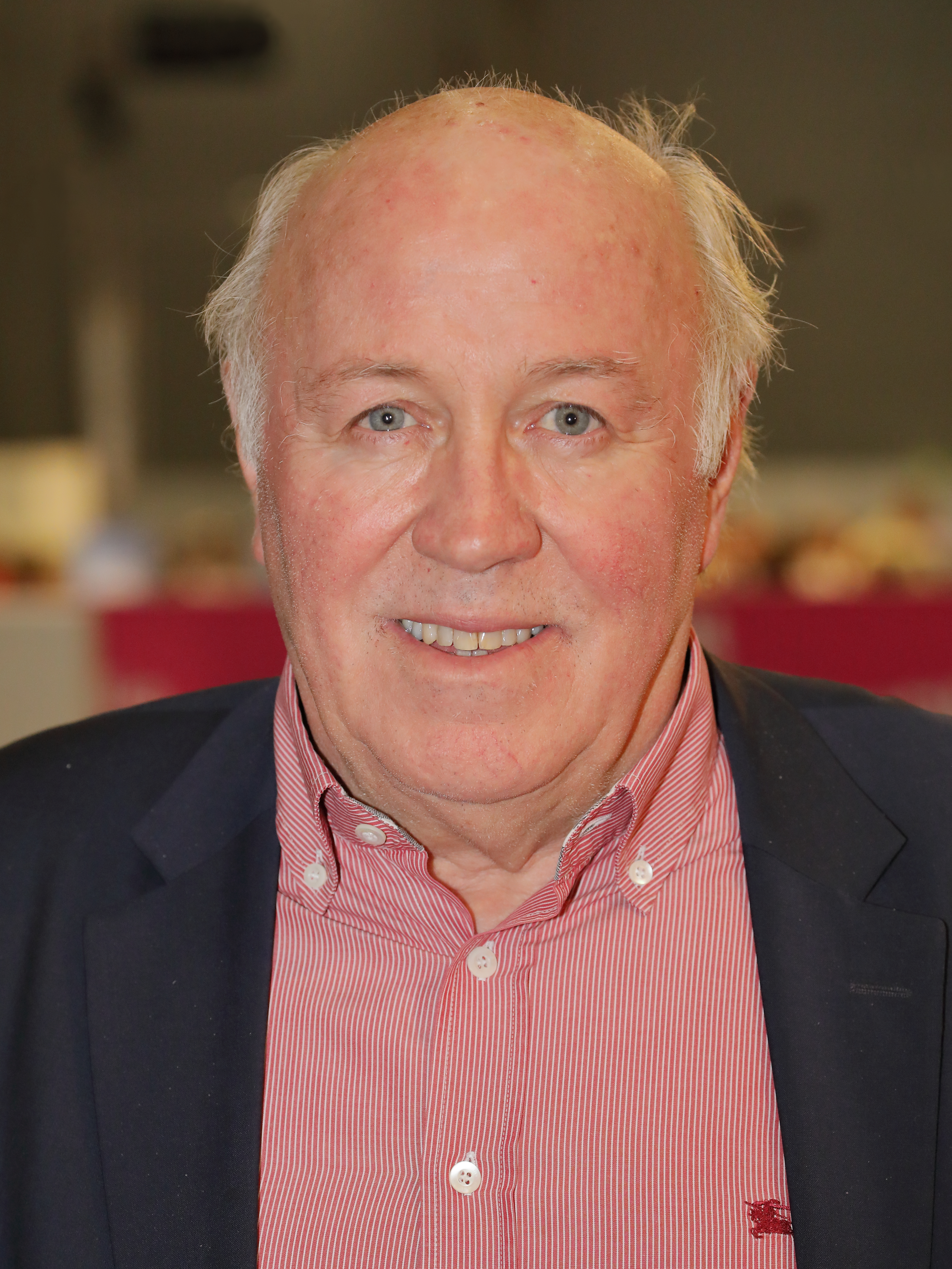
Herbert Lackner (2019)

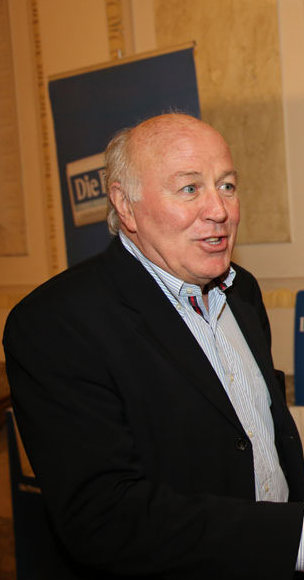
Herbert Lackner (2014)

Herbert Lackner (* 1950 in Wien) ist ein österreichischer Journalist.

## Leben
Lackner studierte Politikwissenschaft und Publizistik. Er arbeitete anfangs als Freier Mitarbeiter bei Radio Wien. Ab 1975 arbeitete er im Pressedienst in der SPÖ-Zentrale. Ab 1980 als Innenpolitik-Redakteur in der Arbeiter-Zeitung, wo er 1983 stellvertretender Chefredakteur wurde. Im Jahre 1988 wurde Lackner Ressortleiter Innenpolitik bei profil und war dort ab 1992 Chefredakteur. Ende Februar 2015 ging er bei Profil in Pension, als Innenpolitik-Chefin folgte ihm Eva Linsinger nach.
Lackner hatte in den Jahren 2001 bis 2003 Lehraufträge am Institut für Politikwissenschaft der Universität Innsbruck und lehrt an der Fachhochschule für Journalismus in Wien.
Lackner befasst sich als Journalist vor allem mit der Flucht und Vertreibung von Juden aus Wien während des Nationalsozialismus sowie deren Rückkehr in die Nachkriegs-Wirklichkeit.

## Auszeichnungen
- 2008: Kurt-Vorhofer-Preis
- 2009: Österreichischer Journalist des Jahres[3]
- 2015: Goldenes Ehrenzeichen für Verdienste um die Republik Österreich[4]
- 2017: Bruno-Kreisky-Preis für das politische Buch, Sonderpreis für Die Flucht der Dichter und Denker: Wie Europas Künstler und Wissenschaftler den Nazis entkamen[5]

## Publikationen
- Von Alu-Dose und Plastikflasche. DIE UNVERNUNFT DES PRODUKTS. in: Renate Marschalek, Peter Pelinka (Hrsg.): Rot-Grüner Anstoß. Mit einem Vorwort von Kurt Steyrer. Verlag Jugend und Volk, Wien 1983, ISBN 3-224-16510-3.
- Herbert Waldhauser, Alberich Klinger, Herbert Lackner, Helmut A. Gansterer: Ein Land auf seinem Weg. NP Buchverlag, Salzburg 2005, ISBN 3-85326-384-4.
- Die Flucht der Dichter und Denker: Wie Europas Künstler und Intellektuelle den Nazis entkamen, Ueberreuter, Wien 2017, ISBN 978-3-8000-7680-2
- Heinz Fischer – Spaziergang durch die Jahrzehnte, Ecowin-Verlag, Salzburg 2018, ISBN 978-3-7110-0176-4
- Zwei Lebenswege. Eine Debatte: Peter Turrini und Erwin Pröll, Ueberreuter-Verlag, Wien 2019, ISBN 978-3-8000-7719-9
- Als die Nacht sich senkte: Europas Dichter und Denker zwischen den Kriegen und am Vorabend von Faschismus und NS-Barbarei, Ueberreuter-Verlag, Wien 2019, ISBN 978-3-8000-7729-8
- Das Schweizerhaus: Geschichte einer Wiener Institution, Ueberreuter-Verlag, Wien 2020, ISBN 978-3-8000-7747-2
- Rückkehr in die fremde Heimat: Die vertriebenen Dichter und Denker und die ernüchternde Nachkriegs-Wirklichkeit, Ueberreuter-Verlag, Wien 2021, ISBN 978-3-8000-7765-6
- Michael Häupl, Herbert Lackner: Freundschaft: Autobiografie, Christian Brandstätter Verlag, Wien 2022, ISBN 978-3-7106-0589-5.
- Herbert Lackner, Christoph Zielinski: Die Medizin und Ihre Feinde: Wie Scharlatane und Verschwörungstheoretiker seit Jahrhunderten Wissenschaft bekämpfen, Carl Ueberreuter Verlag, Wien 2022, ISBN 978-3-8000-7796-0.
- Als Schnitzler mit dem Kanzler stritt: Eine politische Kulturgeschichte Österreichs, Carl Ueberreuter Verlag, Wien 2023, ISBN 978-3-8000-7844-8.
- Herbert Lackner, Christoph Zielinski: Dem Krebs auf der Spur: Die Erfolgsgeschichte der Krebsforschung, Carl Ueberreuter Verlag, Wien 2024, ISBN 978-3-8000-7880-6.
- 1945. Schwerer Start in eine neue Zeit, Carl Ueberreuter Verlag, Wien 2025, ISBN 978-3-8000-7885-1.